# Марія Габріела з Орлеана і Браганса
Марія Габріела з Орлеана і Браганса — є нащадком бразильської імператорської сім'ї, донькою Антуана Орлеанського і Браганса і Крістін де Лінь. З боку батька вона внучка Педро Енріке з Орлеанського-Браганца і Марі-Елізабет Баварської, а з боку матері — онука Алікс Люксембурзької та Антуана де Лінья .

## Дитинство
Народилася Марі-Габріель Орлеанська-Брананс8 juin 19898 червня 1989 року в Ріо-де-Жанейро в Бразилії .
Її батько, принц Антуан, є сином Педро Енріке та онуком Луї Орлеанського-Браганца (другого сина бразильської принцеси Ізабель), а її мати Крістіна де Лінь є дочкою Антуана де Лінья .
Вона виросла в Петрополісі зі своїми братами і сестрами, покійним принцом Педро Луїсом, принцесою Амелі та принцом Рафаелем Орлеан-Браганца .
Його хрещеним батьком і хрещеною матір'ю є його дядько по батьковій лінії, принц Фернандо Орлеанський-Браганса, і його тітка по материнській лінії, принцеса Іоланда де Лінь .